# Capela de Santo António (Proença-a-Velha)
A Capela de Santo António situa-se em Proença-a-Velha, no Município de Idanha-a-Nova, distrito de Castelo Branco, sendo pertença da paróquia de Proença-a-Velha, da diocese de Portalegre e Castelo Branco.

## Localização
Fica situada nas imediações da freguesia, no seu limite ocidental, num cruzamento de caminhos, um dos quais dá acesso à Capela do Senhor do Calvário. Caminho romano, que proveniente de Alcântara e Idanha-a-Velha (Egitânea), seguia para Alpedrinha e Fundão.

## Datas de Construção e Identifica7929ção da Capela

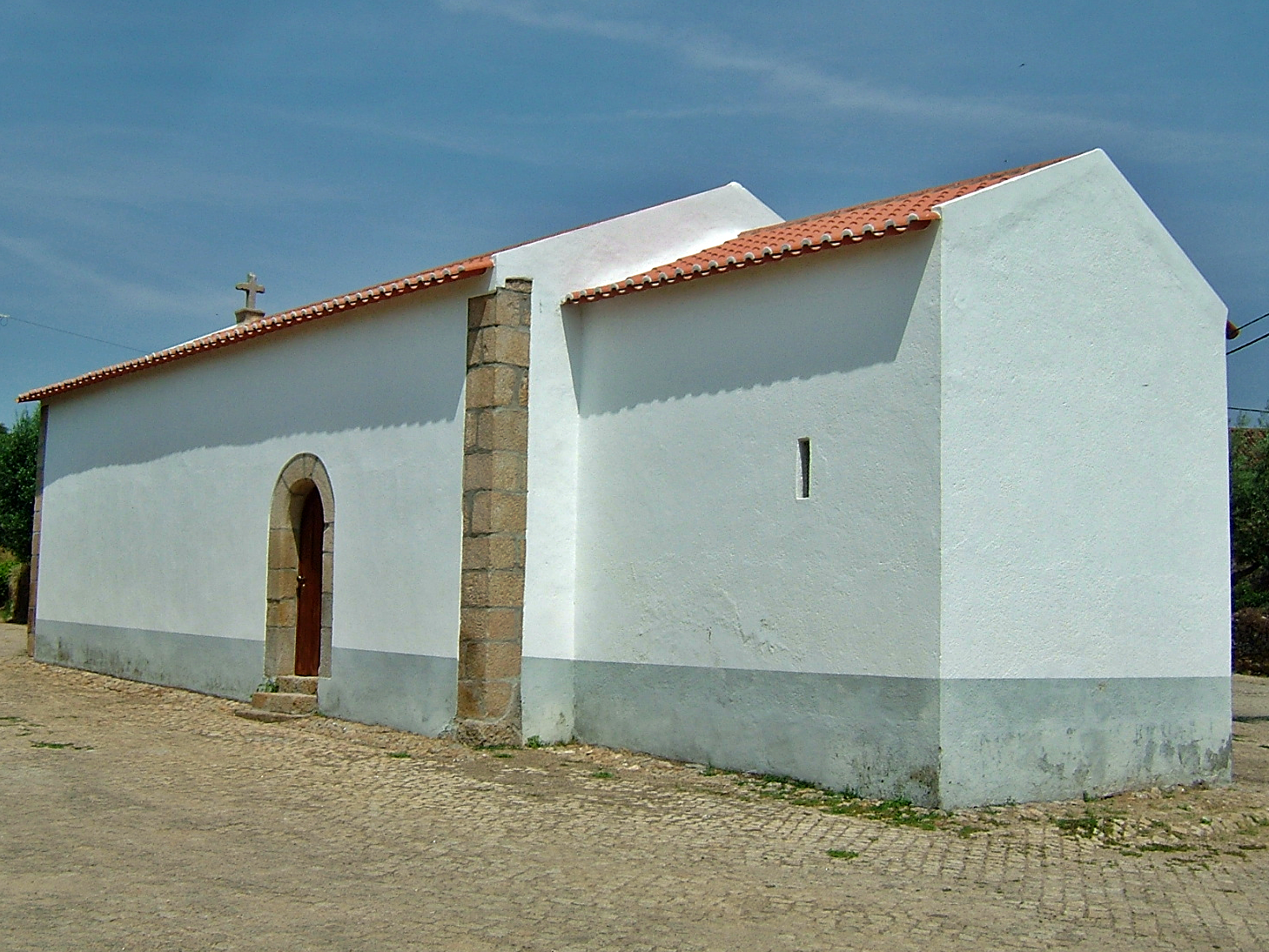
Capela de Santo António - Fachadas Sul e Nascente (capela-mor)

Na ficha do IHRU - Instituto da Habitação e da Reabilitação Urbana indica-se como tendo sido construída no século XVI ou XVII, contudo a primeira referência escrita que se conhece reporta às "Memórias Paroquiais de 1758", onde se diz:
“Tem esta terra (Proença-a-Velha) nove ermidas, uma com o título de Nossa Senhora da Granja, em distância de meia légua, Sam Domingos, Santa Ana, Santo António, Sam Sebastião, Santo André, O Divino Espírito Santo, todas estas estão fora da vila, umas mais perto outras mais distantes, Sam Pedro está dentro, e Santa Cruz, e todas são do povo excepto Santa Cruz que é particular, mas todas sujeitas à freguesia".

## Dimensões
A Capela é composta por uma nave de corpo rectangular e uma capela-mor, possuindo no seu conjunto, e no exterior, cerca de 16,4metros de comprimento e 6,6metros de largura.
A nave tem 11,9m x 6,6m e a capela-mor 4,5m x 4,5m.uuu

## Características Especiais

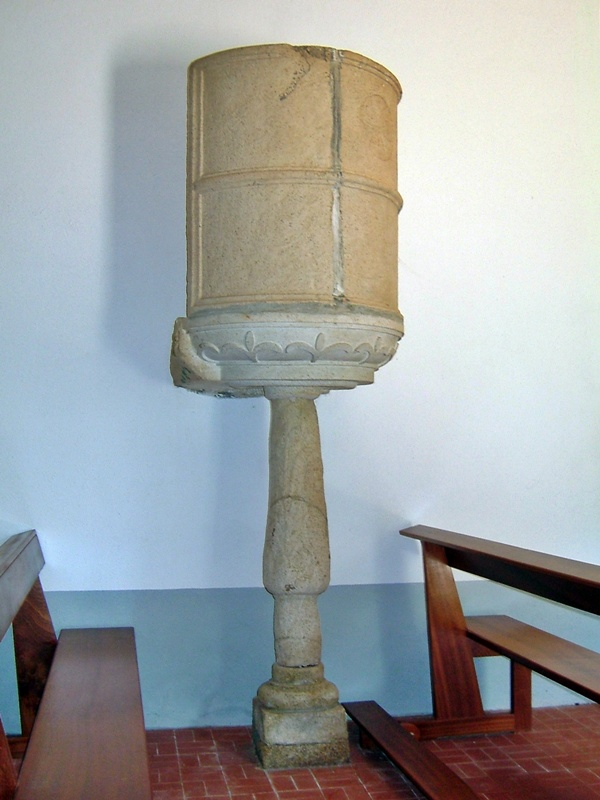
Púlpito da Capela de Santo António

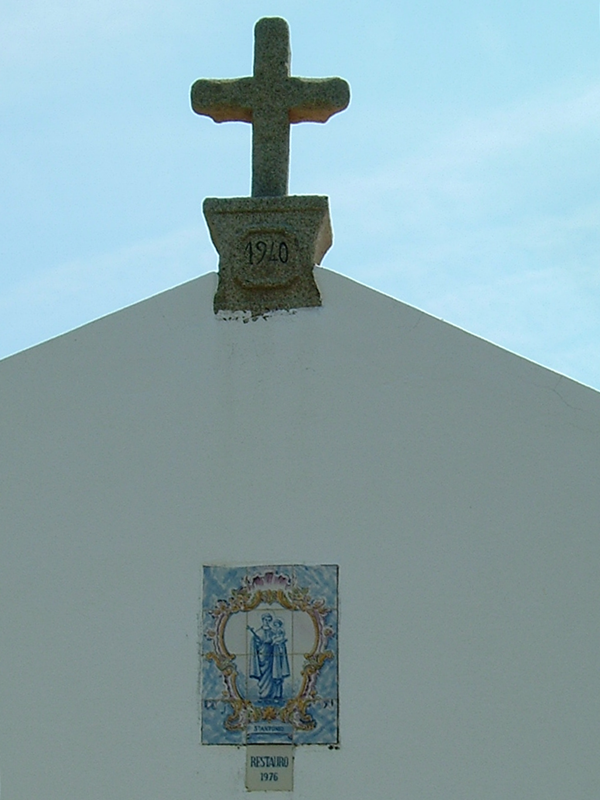
Pormenor da fachada principal

Capela muito simples, no interior da qual merece destaque o púlpito, em cantaria, assente em coluna do tipo balaústre, com elementos fitomórficos.
O Púlpito tem muitas semelhanças com o da Igreja da Misericórdia de Proença-a-Velha e o da Ermida de Nossa Senhora da Granja, embora este assente sobre uma base cilíndrica simples. Existe ainda, na posse de um particular, um 3º púlpito muito semelhante ao da Capela de Santo António, que foi descoberto, há poucos anos, enterrado num quintal de uma habitação localizada no meio da povoação. Pertenceria certamente a alguma das capelas que existiam em meados do século XVIII, nas proximidades e que foram, entretanto, destruídas: São Pedro, Santa Cruz (Divino Padre Eterno) e Divino Espírito Santo, ou, eventualmente, pertenceria à Igreja Matriz, também situada nas proximidades, a qual foi remodelada e ampliada em 1764, sendo dessa época os dois púlpitos que actualmente possui. (O púlpito da ermida de Nossa Senhora da Granja, tem inserida a data de 1670.)
Os portais da fachada principal e fachada Sul, são de volta perfeita, em cantaria de granito. Também de granito é o Arco triunfal de volta perfeita e assente em pilastras toscanas, de arestas biseladas.
A capela-mor apresenta cunhais distintos, e mais recentes, dos da zona da nave, tendo portanto aquela sido acrescentada, ou ampliada, num período posterior ao da construção do corpo principal.

## Outras Informações
Em 1940 sofreu obras de remodelação, de que é prova a data incisa no plinto da cruz de granito que encima a empena da fachada principal.
Sofreu novas obras de restauro em 1976, data em que foi colocado, um pouco abaixo da cruz atrás mencionada, um painel de azulejos representando Santo António com o Menino Jesus ao colo.
As últimas obras de restauro foram realizadas no ano de 2003.
Após a implantação da República chegou a funcionar como escola primária, até à data da construção de um edifício próprio para tal fim (década de 50 do século XX).
Nas suas proximidades situam-se o Poço do Prelado e o Poço d'El-Rei.

## Nota à ficha IHRU – Instituto da Habitação e Reabilitação Urbana

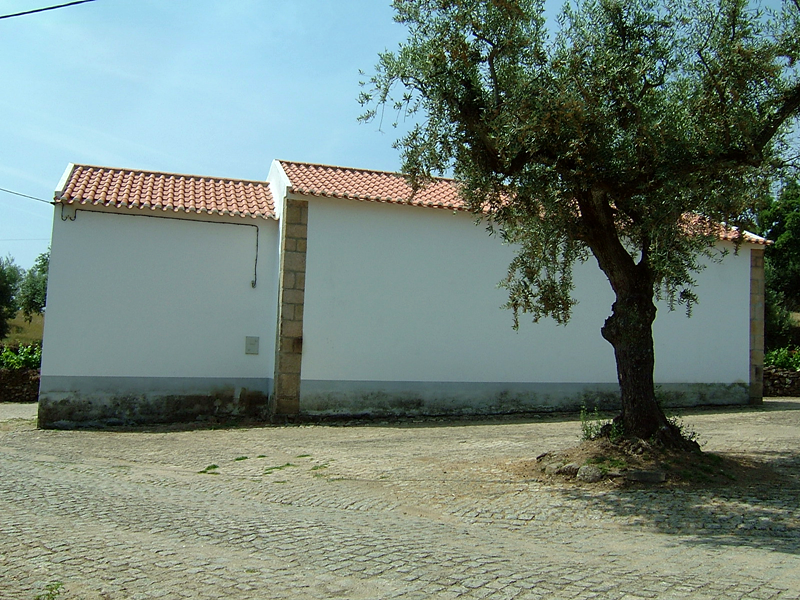
Capela de Santo António e recinto (fachada Norte)

Na ficha do IHRU (Nº IPA PT020505110134) vem referido que: ” … 1712 - o Padre Carvalho da Costa refere a ermida;”
Na realidade o Padre Carvalho da Costa, relativamente à Vila de Proença-a-Velha, diz: “Tem … casa de Misericórdia, & cinco Ermidas.” Não referindo o nome de qualquer delas, sabendo nós apenas, pela indicação das Memórias Paroquiais de 1758, que nessa data a Capela de Santo António já existia.
Antes disso só a Ermida da Senhora da Granja e Santo André aparecem referidas em 1505, no Tombo da Comenda de Proença.